# Puentemys mushaisaensis
Puentemys mushaisaensis — єдиний вид вимерлих черепах роду Puentemys родини Bothremydidae. Свою назву (Puentemys mushaisaensis) вона отримала завдяки тому, що була знайдена в кар'єрі Ла-Пуенте у вугільній шахті Серрехон (Колумбія). Жила ж черепаха в палеоцені, близько 60 мільйонів років тому.

## Опис
Загальна довжина досягає 1,5—2 м. Була розміром з колесо кар'єрного самоскида. Головна особливість нової черепахи в тому, що її панцир має практично ідеально округлу форму. Череп Pueemys зберігся тільки у фрагментах. У результаті шматки частини задньої області нижньої щелепи не дають можливості дійти висновку щодо форми черепа. Товщина панцира була невелика. Карапакс з 11 парами щитків. Уздовж спини тягнувся гребінець. Пластрон мав квадратну форму. Пластрон дорівнювався карапаксу. Вони не закривали повністю шию. Хвіст досить довгий.

## Спосіб життя
Полюбляла тропічну місцину, багато часу  у воді. Живилась рибою, земноводними, великими безхребетними.
Нова гігантська мешканка Серрехона підтверджує теорію про те, що на початку палеоцену на території нинішньої Колумбії було тепло, а не холодно, як стверджують деякі учені. Якби температура була низькою, холоднокровні таких розмірів просто не змогли б вижити. Учені із США також сподіваються, що їх знахідка допоможе пояснити сучасну різноманітність видів тропічних черепах.